# Lummus Park (Miami Beach)
Lummus Park è un parco cittadino di 0,3 km2 a Miami Beach (Florida) sull'Oceano Atlantico.

## Geografia
Il parco si trova sul lato orientale di Ocean Drive a Miami Beach, dalla 5th Street alla 15th Street. Fu ridisegnato e migliorato alla metà degli anni 1980 come parte del progetto di riqualificazione del Art Déco Historic Districts a South Beach.

## Caratteristiche
Dal lato di Ocean Drive il parco è costituito da aree erbose ed alberi di palme. Un sentiero pedonale ondulato, chiamato Promenade, separa il prato dalla spiaggia fino alla 21st Street. Questo percorso, pavimentato con betolelle colorate, si ispira alla passeggiata sull'oceano della spiaggia di Copacabana vicino a Rio de Janeiro, disegnata dall'architetto paesaggista brasiliano Roberto Burle Marx.
Il viale è frequentato da numerose persone che praticano jogging e lungo il suo percorso si trovano campi di beach volley ed attrezzi per l'esercizio fisico. Procedendo ulteriormente verso est, infine, si accede alla spiaggia, separata dal parco da dune erbose.
Il parco è molto utilizzato per servizi fotografici, che si ha spesso occasione di incontrare. È anche stato il set di numerose scene della serie televisiva "Miami Vice". Il parco e le strade del Déco District lungo Ocean Drive continuano ad essere utilizzate per le riprese su "Miami" per serie televisive e film, come nei recenti episodi di "Burn Notice" del canale via cavo USA Network.

## Eventi
Lummus Parks ospita ogni anno la Nautica South Beach Triathlon, una gara costituita da un percorso a nuoto di 1.5 Km, 40 Km di corsa ciclistica e 10 Km di corsa.

## Galleria d'immagini

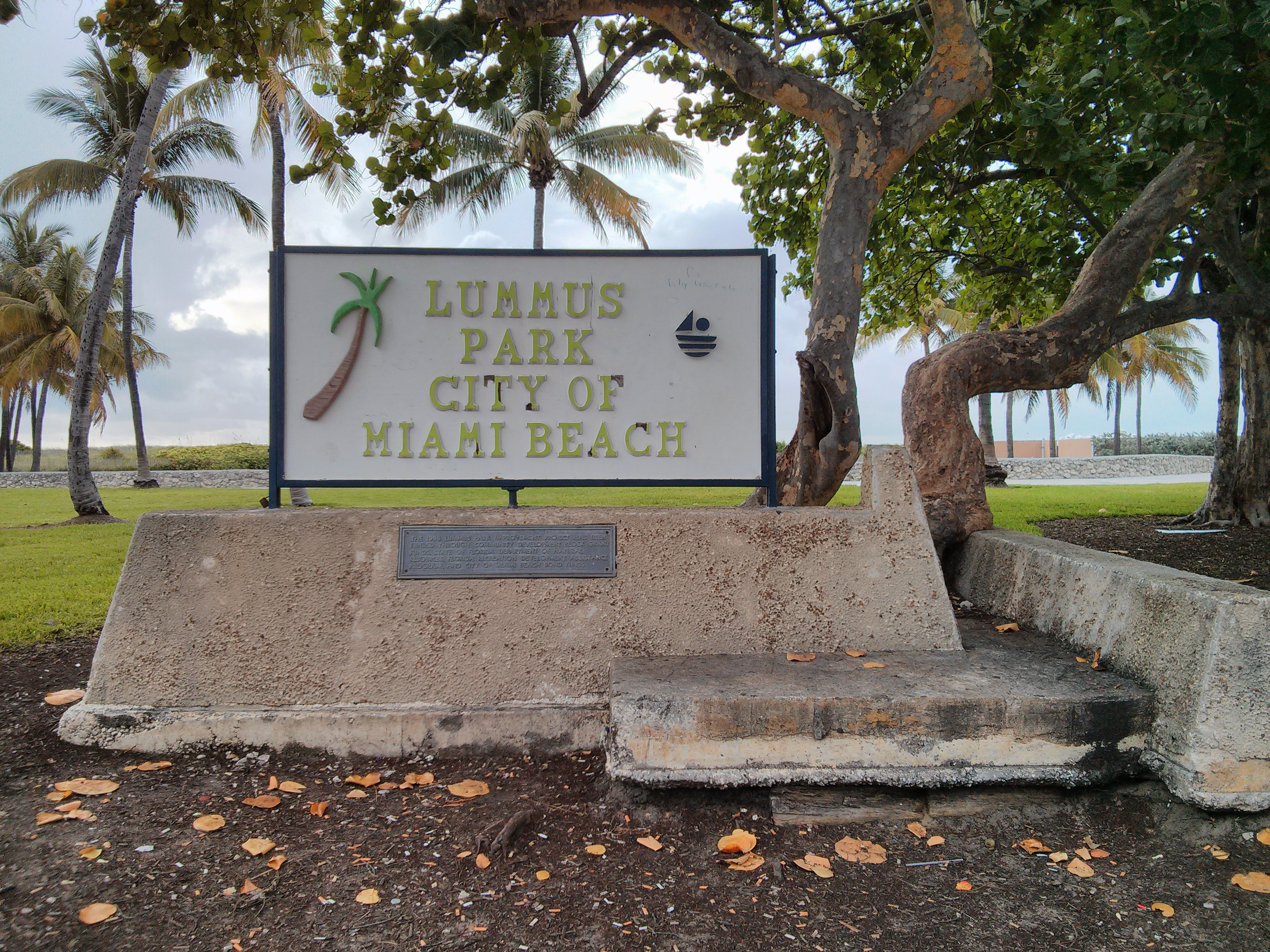
Cartello.
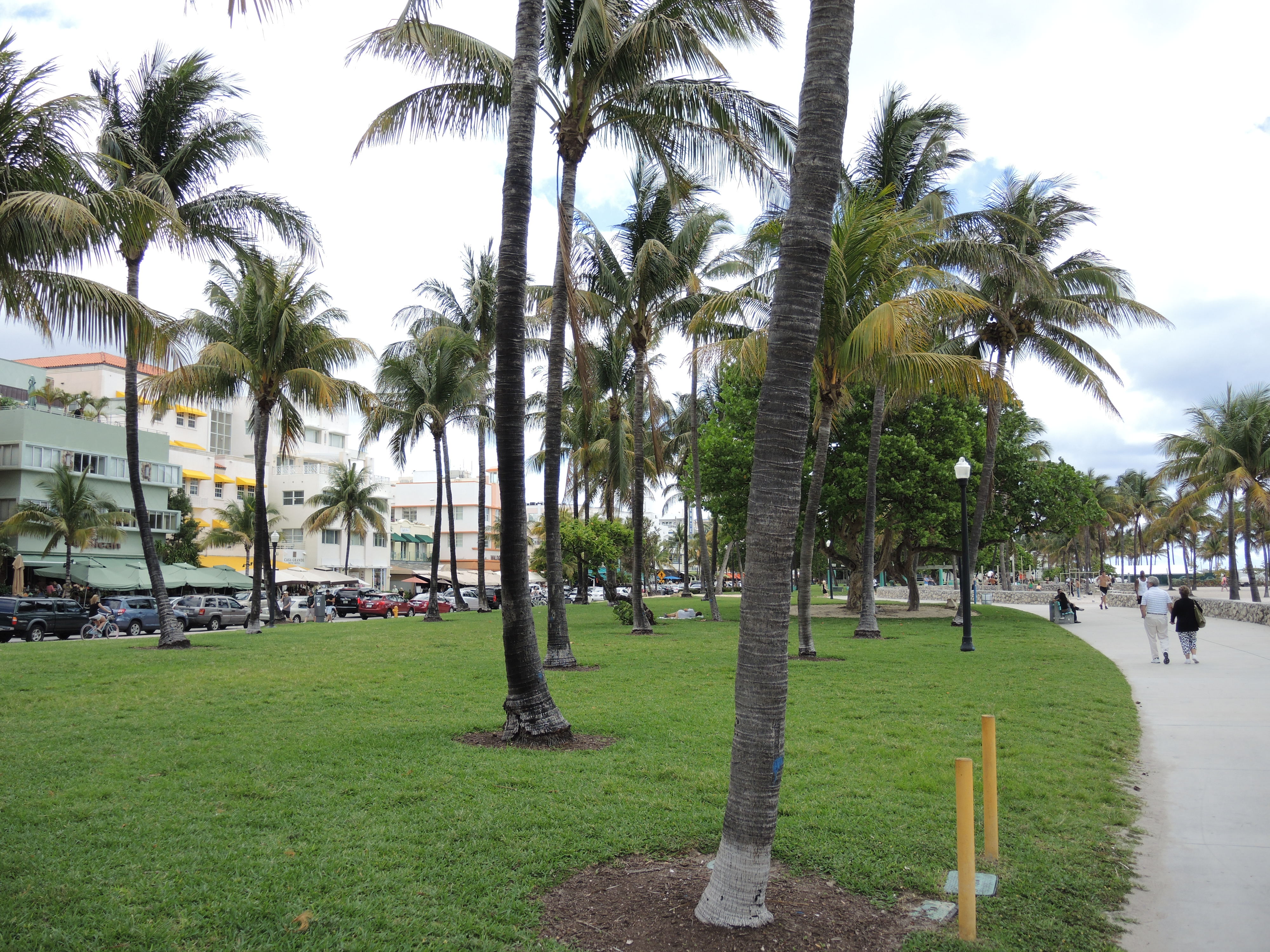
Ocean Drive.
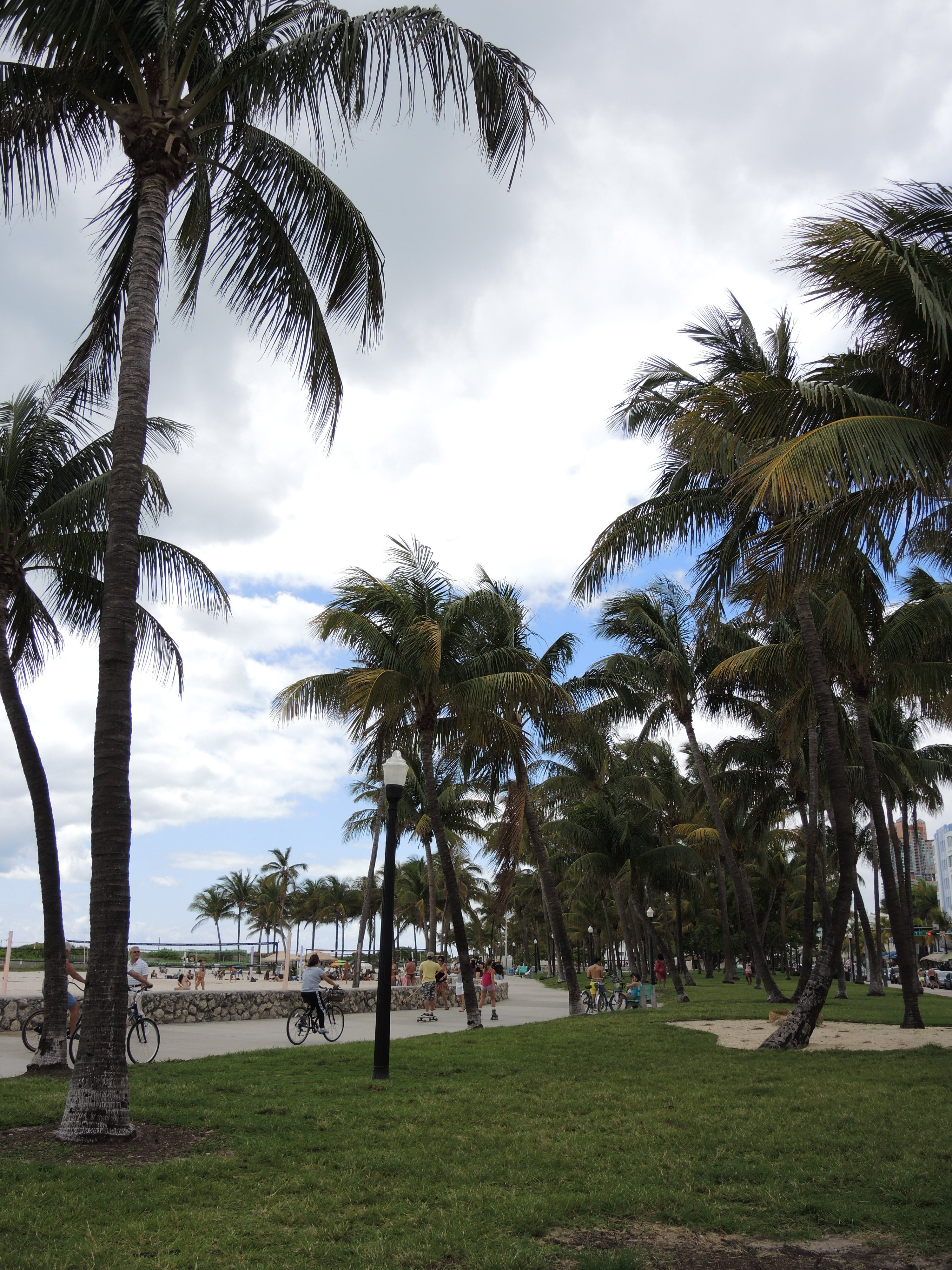
Parco.
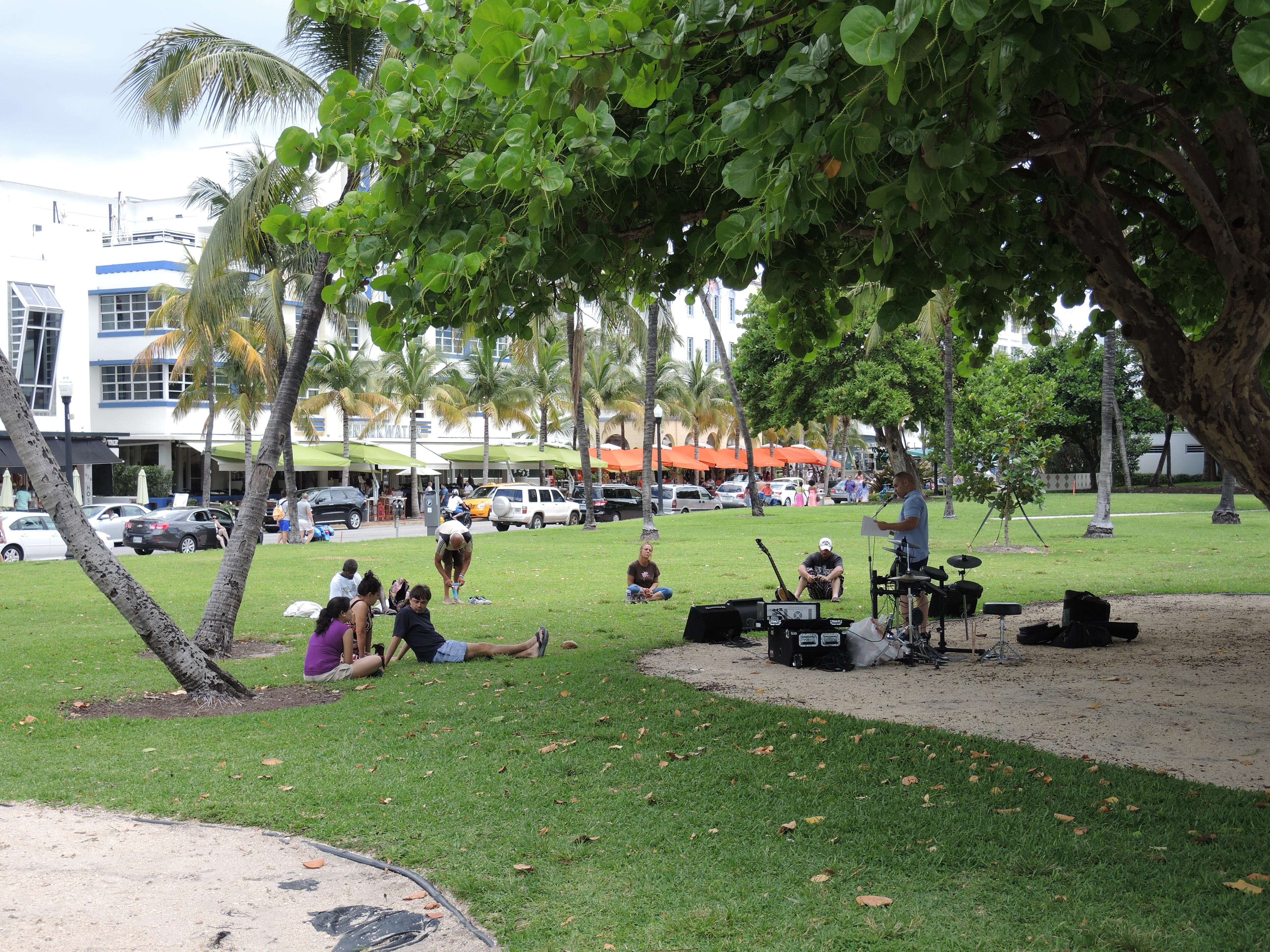
Persone sul prato.
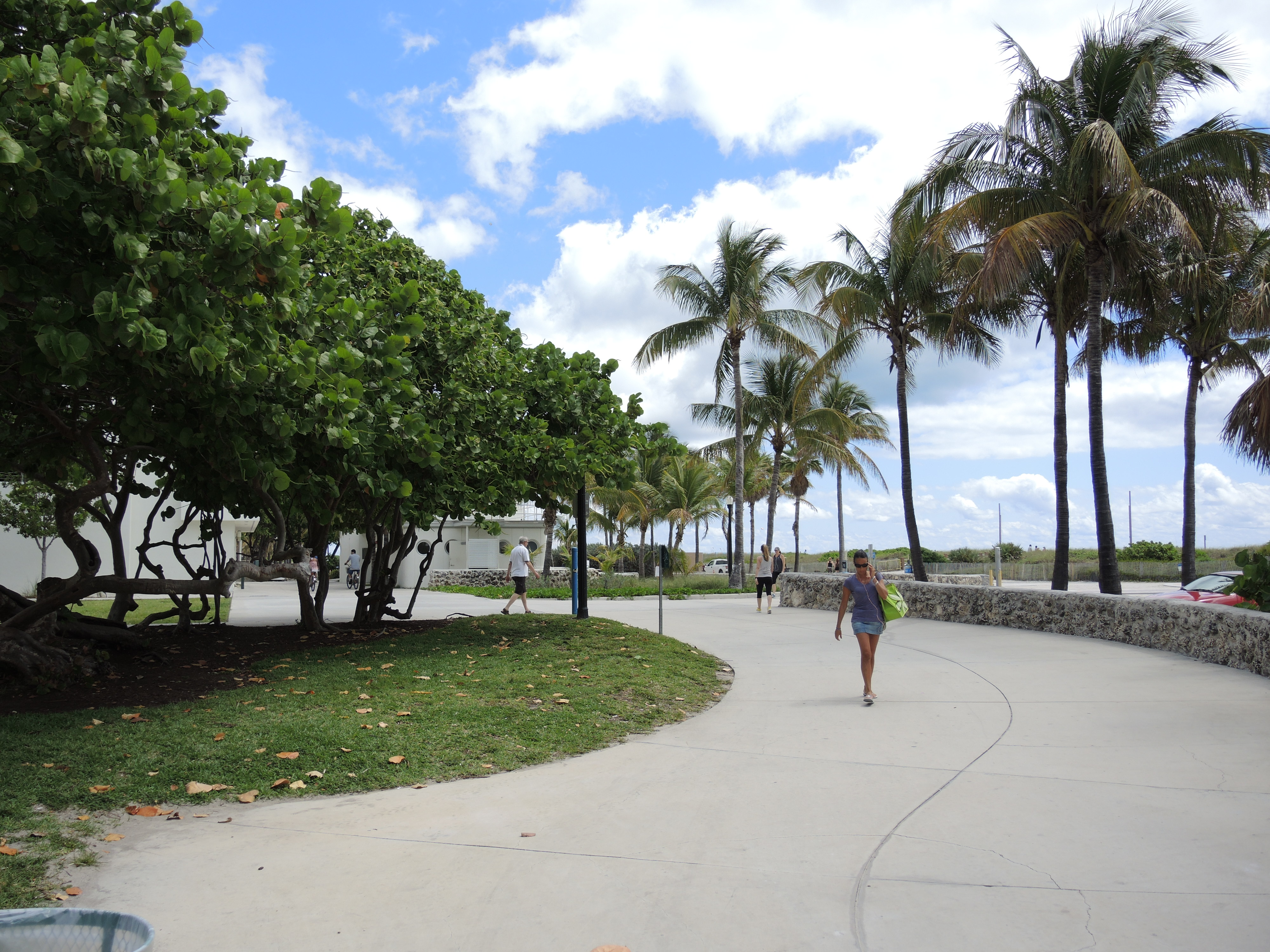
Lungomare.
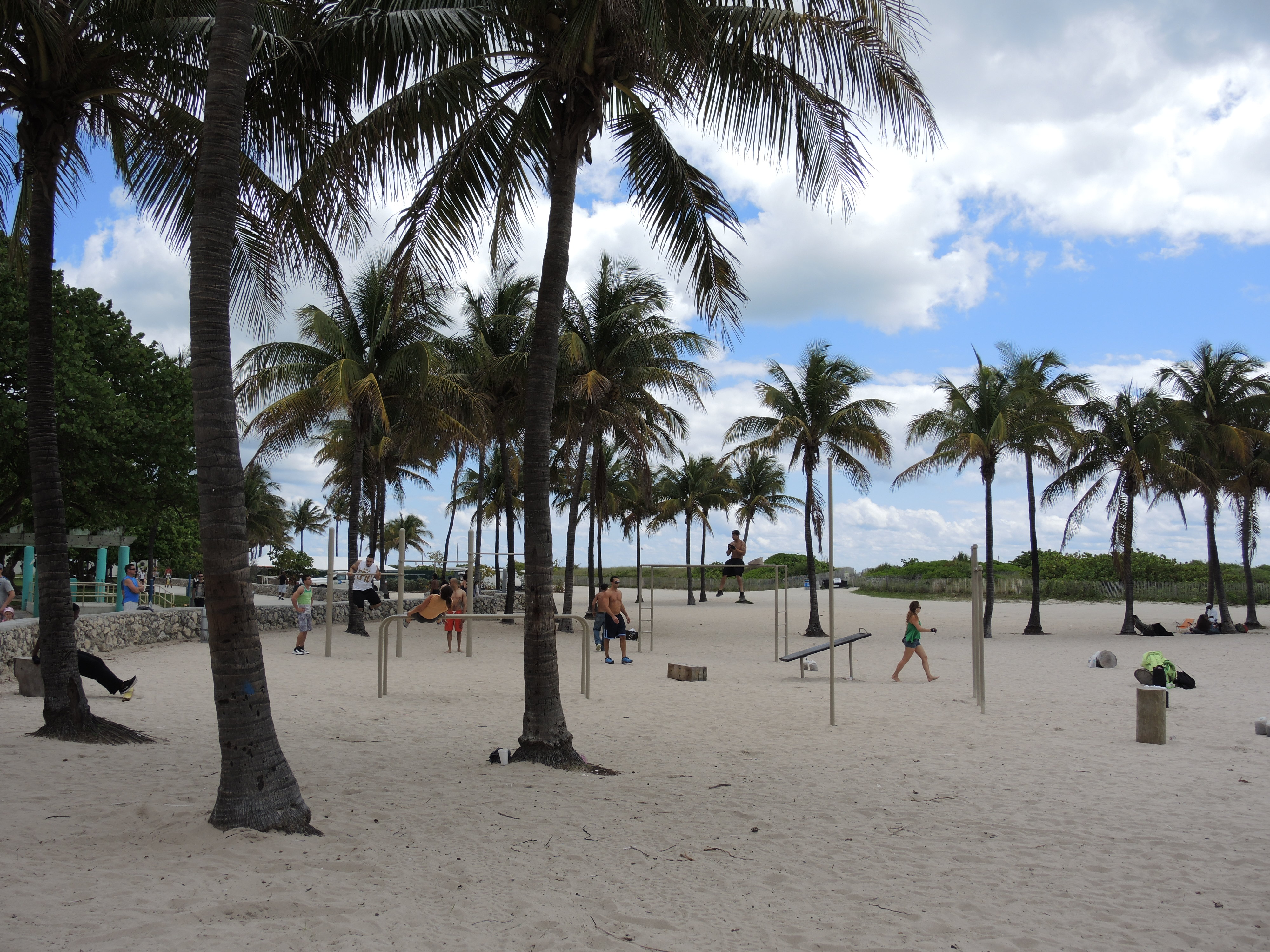
Attrezzi ginnici.
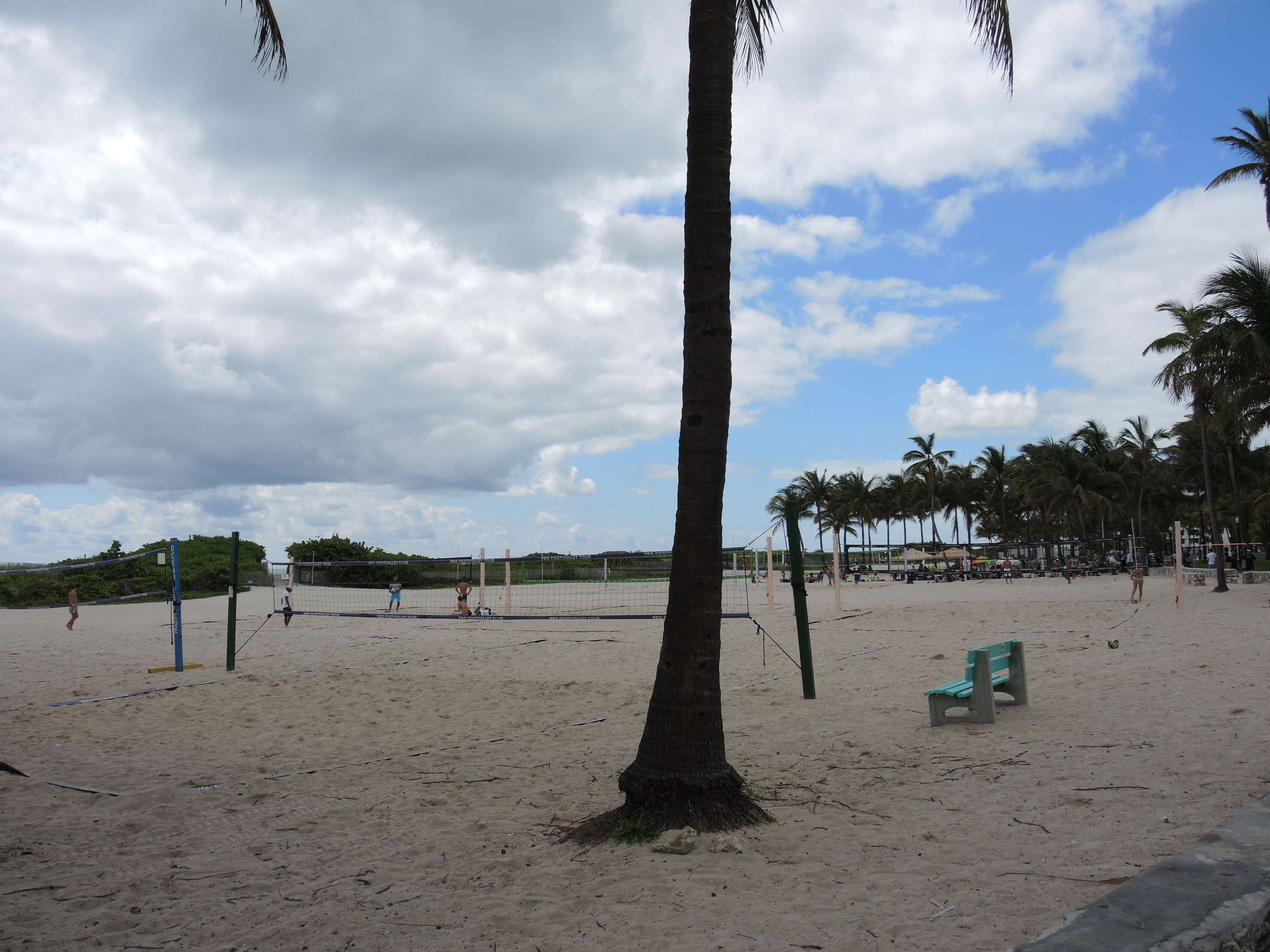
Campi di pallavolo.
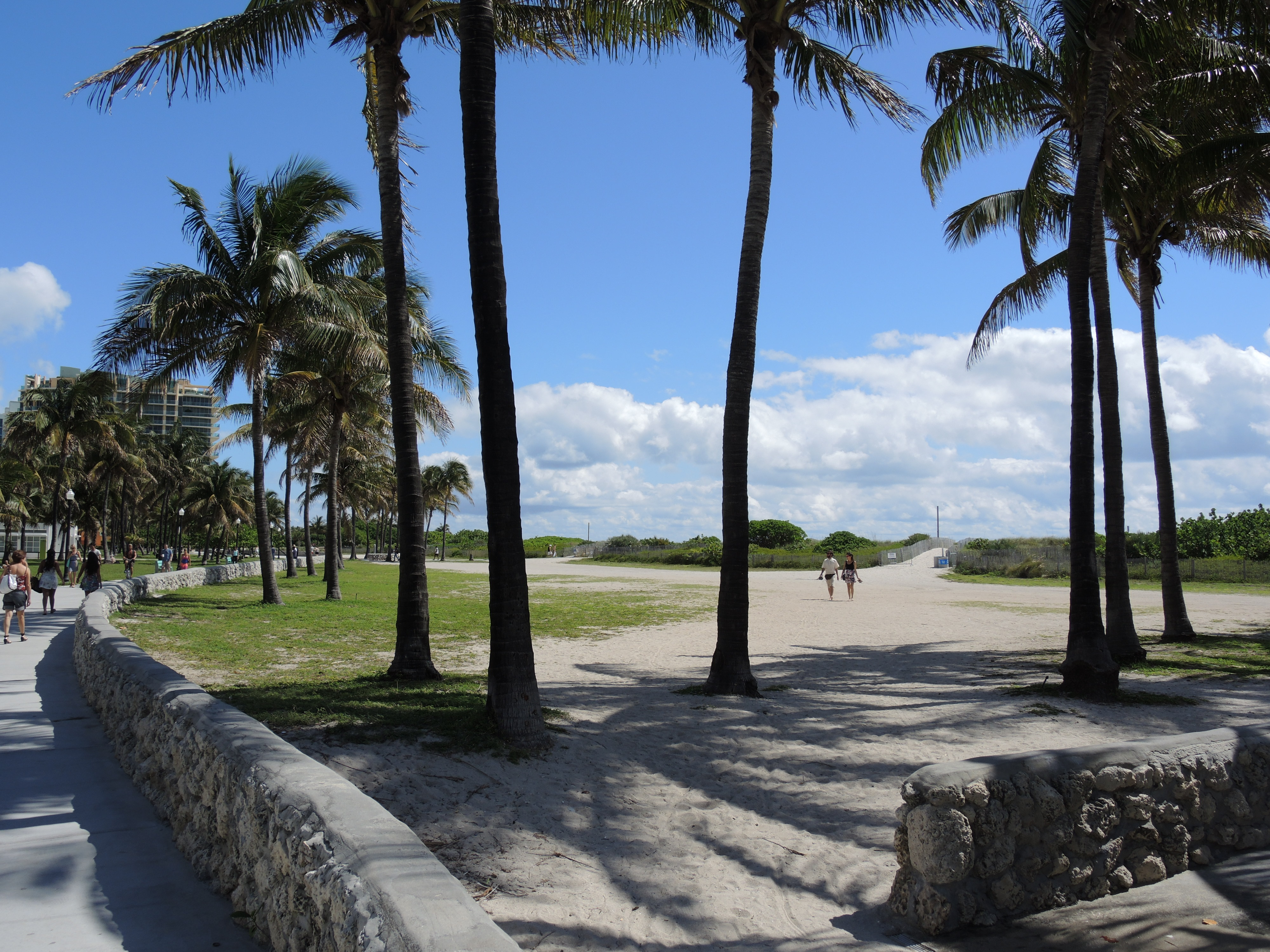
Accesso alla spiaggia.
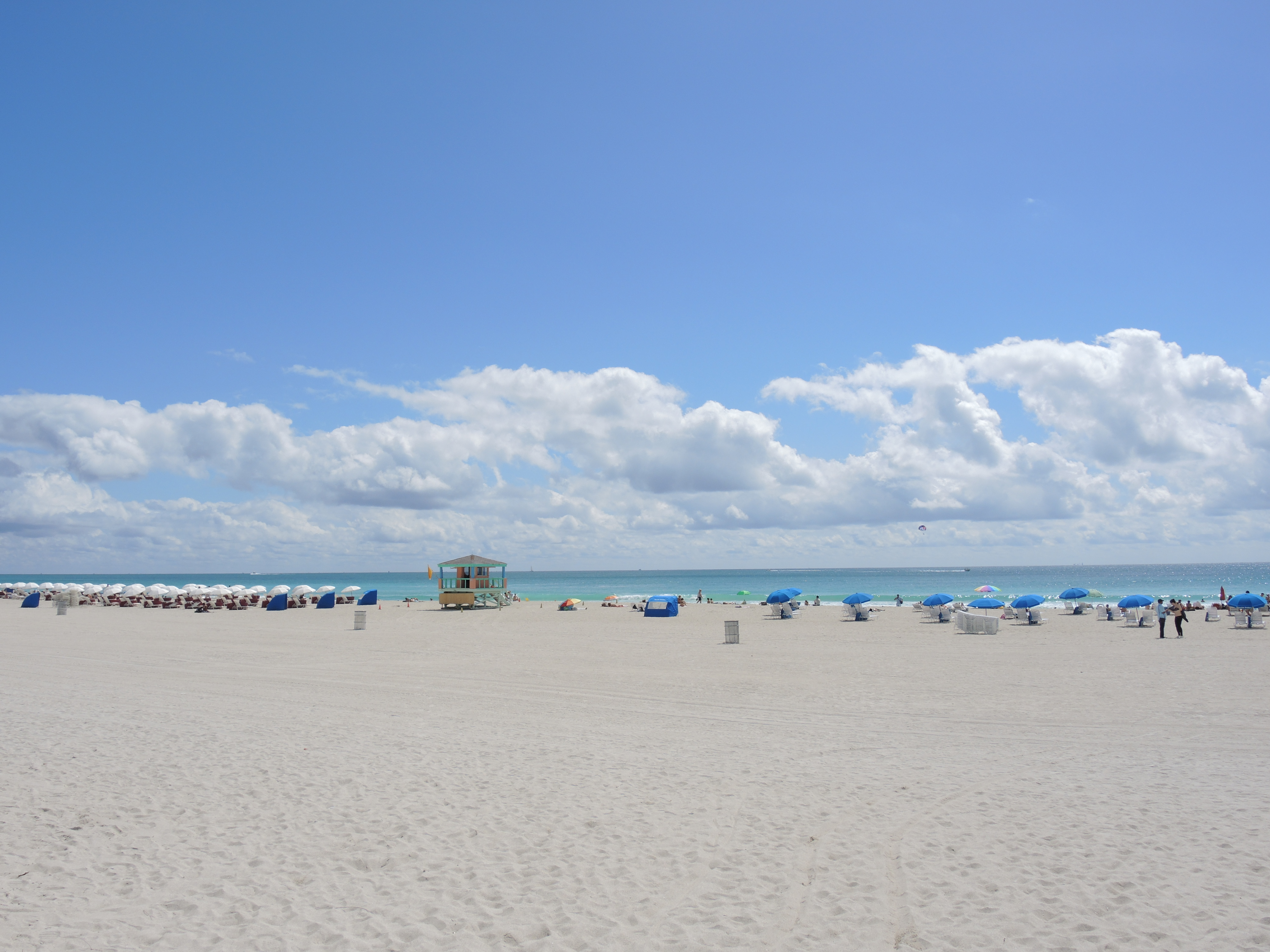
Litorale.